# Морозова Ольга Василівна
Ольга Василівна Морозова (нар. 22 лютого 1949 Москва, СРСР) — радянська тенісистка і тренер; заслужений майстер спорту СРСР (1971), заслужений тренер СРСР (1991), кавалер ордена «Знак Пошани». Переможниця одного турніру Великого шолома в парному розряді (Roland Garros-1974); фіналістка семи турнірів Великого шолома (два - в одиночному розряді, три - в жіночій парі, два - в міксті).

## Біографія
З 10 років почала займатися тенісом на кортах «Динамо» у тренера Н. С. Теплякової. Також тренувалася у Є. В. Корбута . У 13 років стала чемпіонкою ЦС «Динамо» в Ризі в молодшій віковій групі. Починаючи з цього турніру вона вигравала всі юнацькі змагання, і незабаром була включена в дорослу команду. У 15 років була взята на збір першої команди країни. До цього часу у неї почав вироблятися свій тенісний почерк - активна гра з швидким виходом до сітки.[джерело не вказане 2793 дні]  Взимку 1965 року вперше брала участь в міжнародному турнірі, де грала в парі з кращим тенісистом країни О. Метревелі. У тому ж році стала чемпіонкою Вімблдонського турніру серед дівчат. У 1965-1966 роках виграла чемпіонат СРСР серед дівчат в парному і змішаному розрядах, а в 1967 році - і в одиночному розряді.
У початку 1969 року Морозова перейшла в ЦСКА. Вигравши Всесоюзні змагання в Ленінграді і літній чемпіонат в Ташкенті, вона стала першою тенісисткою країни. Очолювала всесоюзну класифікацію 11 років, до переходу на тренерську роботу. 22-кратна чемпіонка СРСР: в одиночному (1969-1971, 1976, 1980), парному (1969-1973, 1975-1977, 1979-1980), змішаному (1967, 1970-1973, 1975-1976) розрядах, абсолютна чемпіонка СРСР (1970-1971, 1976); фіналістка чемпіонатів в одиночному (1979), парному (1968) і змішаному (1968, 1977) розрядах. У 1972-1973 роках у складі команди ЦСКА Ольга Морозова стала володаркою Кубка СРСР. 11-кратна переможниця Всесоюзних зимових змагань в одиночному (1969-1970, 1973-1974, 1980), парному (1969-1970, 1973-1974) і змішаному (1969, 1974) розрядах, чемпіонкою Москви в одиночному (1971 - літо; 1967 -1969, 1974-1975 - зима), парному (1967-1968, 1970, 1974-1975, 1979, 1981 - зима) розрядах і міксті (1970 - зима).
У 1971 році в Болгарії стала абсолютною чемпіонкою Європи з тенісу, перемігши у всіх трьох розрядах (парному, міксті і одиночному). В цілому за роки своєї спортивної кар'єри на чемпіонатах Європи завоювала 22 золоті медалі, з них 6 у одиночному розряді.
У 1972 році першою з радянських спортсменок дійшла до фіналу турніру першої категорії серед професіоналів - на турнірі Italian Open.
У 1973 році виграла турнір «Куїнс-клаб», в фіналі здобувши перемогу над австралійкою І. Гулагонг . У тому ж році на Вімблдоні вона вже була серед «сіяних» гравців, а за результатами змагань увійшла в число перших восьми. На наступний рік у Філадельфії обіграла першу ракетку світу Біллі-Джин Кінг .
Пік кар'єри припав на 1974 рік, коли Морозова вперше в історії радянського тенісу грала в одиночних фіналах турнірів Великого Шолома - Ролан Гаррос і Вімблдону. Обидва поєдинки Морозова поступилася першій ракетці світу Кріс Еверт. У цьому ж сезоні в парі з Еверт виграла Ролан Гаррос. У 1975 році виходила у фінали парних змагань на Australian Open і Ролан Гаррос. В Австралії партнером Морозової була австралійська тенісистка Маргарет Корт. Також виступала на підсумковому чемпіонаті WTA, зайнявши в групі 3 місце, посіла підсумкове 5 місце.
У 1976 році грала в фіналі Відкритого чемпіонату США (також в парі).
У міксті в парі з Олександром Метревелі виходила у фінали Вімблдону в 1968 і 1970 роках.
Виступ на міжнародній арені Морозової закінчився в 1977 році через те, що СРСР бойкотував всі турніри за участю спортсменів з ПАР, висловлюючи політичний протест проти політики апартеїду .
У 1980 році виграла свій останній чемпіонат СРСР, перегравши у півфіналі Галину Бакшеєву, а в фіналі виграла у Людмили Макарової.
Надалі працювала тренером. У різні роки працювала з такими тенністками, як Л. Савченко, С. Пархоменко, Н. Звєрєва, Н. Медведєва, Л. Месхі, О. Ліховцева, О.Дементьєва . Жіноча збірна СРСР під керівництвом Ольги Морозової двічі входила до фіналу Кубка Федерації (1988, 1990), завоювала 8 золотих медалей на чемпіонатах Європи. У 90-і роки разом з родиною жила і працювала у Великій Британії.
Стояла біля витоків створення Кубка Кремля серед жінок.

### Родина
Чоловік Віктор, донька Катерина.

## Титули на турнірах Великого Шолома

### Перемоги в парному розряді (1)
| Рік  | Турнір       | Партнер    | Суперники                   | Рахунок       |
| 1974 | Ролан Гаррос | Кріс Еверт | Гейл Ловера Катя Еббінгхаус | 6:4, 2:6, 6:1 |

## Фінали на турнірах Великого Шолома

### Одиночний розряд (2)
| Рік  | Турнір       | Суперник   | Рахунок  |
| 1974 | Ролан Гаррос | Кріс Еверт | 1:6, 2:6 |
| 1974 | Вімблдон     | Кріс Еверт | 0:6, 4:6 |

### Парний розряд (3)
| Рік  | Турнір          | Партнер        | Суперники                      | Рахунок  |
| 1975 | Australian Open | Маргарет Корт  | Івонн Гулагонг Пеггі Мічел     | 6:7, 6:7 |
| 1975 | Ролан Гаррос    | Джулі Ентоні   | Кріс Еверт Мартіна Навратилова | 3:6, 2:6 |
| 1976 | US Open         | Вірджинія Вейд | Лінкі Босхофф Ілана Клосс      | 1:6, 4:6 |

### Мікст (2)
| Рік  | Турнір       | Партнер             | Суперники                   | Рахунок       |
| 1968 | Вімблдон     | Олександр Метревелі | Маргарет Корт Кен Флетчер   | 1:6, 12:14    |
| 1970 | Вімблдон (2) | Олександр Метревелі | Розмарі Казалс Іліє Настасе | 3:6, 6:4, 7:9 |

## Виступи на турнірах Великого шолома в одиночному розряді
| Турнір          | 1966 | 1967 | 1968 | 1969 | 1970 | 1971 | 1972 | 1973 | 1974 | 1975 | 1976 | підсумок |
| --------------- | ---- | ---- | ---- | ---- | ---- | ---- | ---- | ---- | ---- | ---- | ---- | -------- |
| Australian Open | -    | -    | -    | -    | -    | -    | 1/4  | -    | -    | 1/4  | -    | 0/2      |
| Ролан Гаррос    | -    | 1Р   | 2Р   | 3Р   | 2Р   | 2Р   | 1/4  | 2Р   | Ф    | 1/4  | -    | 0/9      |
| Вімблдон        | 1Р   | -    | 1Р   | 4Р   | 2Р   | 3Р   | 4Р   | 1/4  | Ф    | 1/4  | 1/4  | 0/10     |
| US Open         | -    | -    | -    | -    | 3Р   | -    | 1/4  | 3Р   | Ret. | 2Р   | 3Р   | 0/5      |

Ret = знялася через травму

## Фінали турнірів WTA

### Одиночний розряд: 16 (8 титулів, 8 поразок)
| Результат | W/L | Дата     | Турнір                     | Покриття   | Опонент              | Рахунок       |
| --------- | --- | -------- | -------------------------- | ---------- | -------------------- | ------------- |
| Поразка   | 0–1 | Січ 1971 | Sydney, Австралія          | Тверде     | Маргарет Корт        | 2–6, 2–6      |
| Перемога  | 1–1 | Лют 1971 | Москва, Soviet Union       | Килим (i)  | Maria Kull           | 6–1, 7–5      |
| Перемога  | 2–1 | Кві 1971 | Buenos Aires, Аргентина    | Ґрунт      | Анна-Марія Насуеллі  | 6–0, 6–3      |
| Поразка   | 2–2 | Січ 1972 | Adelaide, Австралія        | Тверде     | Івонн Гулагонг-Коулі | 6–7(4–7), 3–6 |
| Поразка   | 2–3 | Січ 1972 | Перт, Австралія            | Тверде     | Івонн Гулагонг       | 2–6, 5–7      |
| Поразка   | 2–4 | Кві 1972 | Rome, Італія               | Ґрунт      | Лінда Туеро          | 4–6, 3–6      |
| Перемога  | 3–4 | Сер 1972 | New Jersey, США            | Трава      | Марина Крошина       | 6–2, 6–7, 7–5 |
| Поразка   | 3–5 | Бер 1973 | Акрон, США                 | Тверде     | Кріс Еверт           | 3–6, 4–6      |
| Перемога  | 4–5 | Чер 1973 | Лондон, Велика Британія    | Трава      | Івонн Гулагонг       | 6–2, 6–3      |
| Перемога  | 5–5 | Кві 1974 | Philadelphia, США          | Тверде (i) | Біллі Джин Кінг      | 7–6, 6–1      |
| Поразка   | 5–6 | Чер 1974 | French Open                | Ґрунт      | Кріс Еверт           | 1–6, 2–6      |
| Поразка   | 5–7 | Лип 1974 | Вімблдонський турнір       | Трава      | Кріс Еверт           | 0–6, 4–6      |
| Перемога  | 6–7 | Гру 1974 | Adelaide, Австралія        | Трава      | Івонн Гулагонг       | 7–6, 2–6, 6–2 |
| Поразка   | 6–8 | Гру 1974 | Perth, Австралія           | Тверде     | Маргарет Корт        | 4–6, 5–7      |
| Перемога  | 7–8 | Січ 1975 | Москва, Soviet Union       | Килим (i)  | Олена Гранатурова    | 6–0, 1–6, 6–4 |
| Перемога  | 8–8 | Чер 1976 | Beckenham, Велика Британія | Трава      | Маріс Крюгер         | 7–5, 2–6, 6–3 |

### Парний розряд: 27 (16 титулів, 11 поразок)
| Результат | Ранг | Дата     | Турнір                                 | Покриття  | Партнер                  | Опонент                             | Рахунок            |
| --------- | ---- | -------- | -------------------------------------- | --------- | ------------------------ | ----------------------------------- | ------------------ |
| Перемога  | 1.   | Січ 1971 | Сідней, Австралія                      | Тверде    | Маргарет Корт            | Гелен Гурлей Керрі Гарріс           | 6–2, 6–0           |
| Поразка   | 2.   | Лют 1971 | Москва, Soviet Union                   | Килим (i) | Олена Гранатурова        | Бірюкова Євгенія Марина Крошина     | 6–7, 7–5, 5–7      |
| Перемога  | 3.   | Кві 1971 | Buenos Aires, Аргентина                | Ґрунт     | Бетті Стеве              | Беатріс Араужо Інес Роже            | 7–5, 6–1           |
| Поразка   | 4.   | Чер 1971 | Beckenham, Велика Британія             | Трава     | Зайга Янсоне             | Крістін Труман Нелл Трумен          | 3–6, 7–9           |
| Перемога  | 5.   | Січ 1972 | Adelaide, Австралія                    | Тверде    | Івонн Гулагонг-Коулі     | Мерілін Теш Керрі Гогарт            | 6–3, 6–0           |
| Поразка   | 6.   | Січ 1972 | Perth, Австралія                       | Тверде    | Дженет Янг               | Івонн Гулагонг Барбара Гоукрофт     | 3–6, 0–6           |
| Перемога  | 7.   | Кві 1972 | Rome, Італія                           | Ґрунт     | Леслі Гант               | Гейл Шанфро Розальба Відо           | 6–3, 6–4           |
| Перемога  | 8.   | Сер 1972 | New Jersey, США                        | Трава     | Крошина Марина Василівна | Керо Колдвелл-Гребнер Патті Гоган   | 6–7, 6–2, 6–2      |
| Перемога  | 9.   | Бер 1973 | Гінгем, США                            | Тверде    | Крошина Марина Василівна | Івонн Гулагонг Джанет Янг           | 6–2, 6–4           |
| Перемога  | 10.  | Чер 1973 | Rome, Італія                           | Ґрунт     | Вірджинія Вейд           | Мартіна Навратілова Рената Томанова | 3–6, 6–2, 7–5      |
| Перемога  | 11.  | Чер 1973 | Beckenham, Велика Британія             | Ґрунт     | Крошина Марина Василівна | Джекі Фейтер Пеггі Мічел            | 8–6, 6–3           |
| Поразка   | 12.  | Бер 1974 | Akron, США                             | Тверде    | Джулі Гелдман            | Розмарі Касалс Біллі Джин Кінг      | 2–6, 4–6           |
| Перемога  | 13.  | Кві 1974 | St. Petersburg, США                    | Тверде    | Бетті Стеве              | Кріс Еверт Івонн Гулагонг           | 6–4, 6–2           |
| Перемога  | 14.  | Кві 1974 | Hilton Head, США                       | Тверде    | Розмарі Казалс           | Карен Крантцке Гелен Гурлей         | 6–2, 6–1           |
| Перемога  | 15.  | Тра 1974 | Rome, Італія                           | Ґрунт     | Кріс Еверт               | Гельга Ніссен Мастгофф Гайде Орт    | w/o                |
| Перемога  | 16.  | Чер 1974 | Відкритий чемпіонат Франції з тенісу   | Ґрунт     | Кріс Еверт               | Гейл Шанфро Катя Еббінгаус          | 6–4, 2–6, 6–1      |
| Перемога  | 17.  | Гру 1974 | Perth, Австралія                       | Тверде    | Мартіна Навратілова      | Леслі Гант Савамацу Кадзуко         | 6–1, 6–3           |
| Поразка   | 18.  | Гру 1974 | Perth, Австралія                       | Тверде    | Мартіна Навратілова      | Івонн Гулагонг Пеггі Мічел          | 7–6, 4–6, 1–6      |
| Поразка   | 19.  | Гру 1975 | Відкритий чемпіонат Австралії з тенісу | Трава     | Маргарет Корт            | Івонн Гулагонг Пеггі Мічел          | 6–7, 6–7           |
| Поразка   | 20.  | Лют 1975 | Chicago, США                           | Тверде    | Маргарет Корт            | Кріс Еверт Мартіна Навратілова      | 2–6, 5–7           |
| Поразка   | 21.  | Кві 1975 | Amelia Island, США                     | Тверде    | Розмарі Казалс           | Івонн Гулагонг Вірджинія Вейд       | 6–4, 4–6, 2–6      |
| Поразка   | 22.  | Чер 1975 | French Open                            | Ґрунт     | Джулі Ентоні             | Кріс Еверт Мартіна Навратілова      | 3–6, 2–6           |
| Перемога  | 23.  | Чер 1975 | Eastbourne, Велика Британія            | Gras      | Julie Anthony            | Івонн Гулагонг Пеггі Мічел          | 6–2, 6–4           |
| Перемога  | 24.  | Січ 1976 | Washington, США                        | Тверде    | Вірджинія Вейд           | Венді Овертон Енн Геррант           | 7–6, 6–2           |
| Перемога  | 25.  | Січ 1976 | Chicago, США                           | Тверде    | Вірджинія Вейд           | Івонн Гулагонг Мартіна Навратілова  | 6–7(4–5), 6–4, 6–4 |
| Поразка   | 26.  | Вер 1976 | Відкритий чемпіонат США з тенісу       | Ґрунт     | Вірджинія Вейд           | Лінкі Бошофф Ілана Клосс            | 1–6, 4–6           |
| Поразка   | 27.  | Чер 1977 | Beckenham, Велика Британія             | Трава     | Наталія Чмирьова         | Брігітт Куйперс Аннетт ван Зіль     | 7–9, 4–6           |